# Handball-Oberliga Hamburg/Schleswig-Holstein 2021/22
Die Handball-Oberliga Hamburg/Schleswig-Holstein 2021/22 wurde unter dem Dach der Handballverbände Hamburg und Schleswig-Holstein organisiert und ist die höchste Spielklasse des Verbundes. Die Oberliga – HH / SH  ist nach der Bundesliga, der 2. Bundesliga und der 3. Liga eine der vierthöchsten Spielklassen im deutschen Handball.

## Saisonverlauf
Die Handball-Oberliga Hamburg – Schleswig-Holstein 2021/22 war die zwölfte Ausspielung der Handball-Ligasaison.

### Modus
Sechzehn Mannschaften spielten eine Vor-, Auf und Abstiegsrunde. Nach Abschluss der daraus resultierenden Spieltage stieg der Meister in die 3. Liga auf, während die letzten fünf Mannschaften in die Verbandsligen absteigen mussten. Der Modus war für Männer und Frauen gleich.

## Teilnehmer
Nicht mehr dabei waren die Aufsteiger der Vorsaison. in dieser Saison gab es keine Aufsteiger (N) aus den Verbandsligen.

### Abschlussplatzierungen

Handballverband Hamburg

Handballverband Schleswig-Holstein

| Männer  1. TSV Hürup  2. SG Hamburg-Nord - 3. TSV Ellerbek - 4. SG Flensburg-Handewitt 2 - 5. TSV Kronshagen - 6. THW Kiel 2 - 7. AMTV Hamburg - 8. FC St. Pauli - 9. HSG Schülp/Westerrönfeld/Rendsburg - 10 HSG Marne/Brunsbüttel - 11 HSG Tarp-Wanderup  12 TSV Weddingstedt  13 HT Norderstedt  14 SG WIFT Neumünster  15 THB Hamburg 03  16 TV Fischbek | Frauen  1. SG Todesfelde/Leezen - 2. HL Buchholz 08-Rosengarten 2 - 3. ATSV Stockelsdorf - 4. HSG Fockbek/Nübbel/Alt Duvenstedt - 5. FC St. Pauli - 6. HSG Holstein Kiel/Kronshagen - 7. Preetzer TSV - 8. TSV Ellerbek - 9. Bredstedter TSV - 10 Slesvig IF - 11 AMTV Hamburg - 12 HT Norderstedt  13 SV Preußen Reinfeld  14 SG Altona  15 Ahrensburger TSV  16 HSG Bergedorf/VM |

(A) = Absteiger aus der 3. Liga (N) = neu in der Liga
  Meister und Aufsteiger zur 3. Liga 2022/23
  Meister ohne Aufstiegsrecht
  Aufsteiger zur 3. Liga 2022/23
- Für die Oberliga 2022/23 qualifiziert